# 丛叶玉凤花
丛叶玉凤花（学名：Habenaria tonkinensis）为兰科玉凤花属下的一个种。